# Tadarida latouchei
Tadarida latouchei es una especie de murciélago de la familia Molossidae.

## Distribución geográfica
Se encuentra en China, Laos y Tailandia.